# AD Flying Boat
Air Department Flying Boat (AD Flying Boat) var en övervakningsflygbåt som konstruerades för att samverka med Royal Navys krigsfartyg under första världskriget. 
AD Flying Boat konstruerades av löjtnant Linton Hope vid British Admiralty's Air Department. Två prototypflygbåtar tillverkades under 1915 av Pemberton-Billing Ltd. (som senare blev Supermarine Aviation). Prototyperna följdes av 27 serietillverkade flygbåtar. Från början var det tänkt att serien skulle omfatta 85 flygbåtar, men på grund av krigsslutet upphörde tillverkningen. De serietillverkade flygplanen var placerade vid Royal Naval Air Service. 
Flygbåten var dubbeldäckad med pilot och spanare i tandemplacering. Sittbrunnarna var placerade i flygbåtens nos framför vingstället. Mellan vingarna monterades motorn som drev en skjutande propeller. För att underlätta hanteringen av flygbåten då den transporterades med fartyg var vingarna vikbara framåt. 
När freden kom återköpte Supermarine 19 flygbåtar från Royal Naval Air Service. Flygbåtarna byggdes om till passagerarflygbåtar för den civila marknaden med plats för tre passagerare. 